# Episcopus vagans

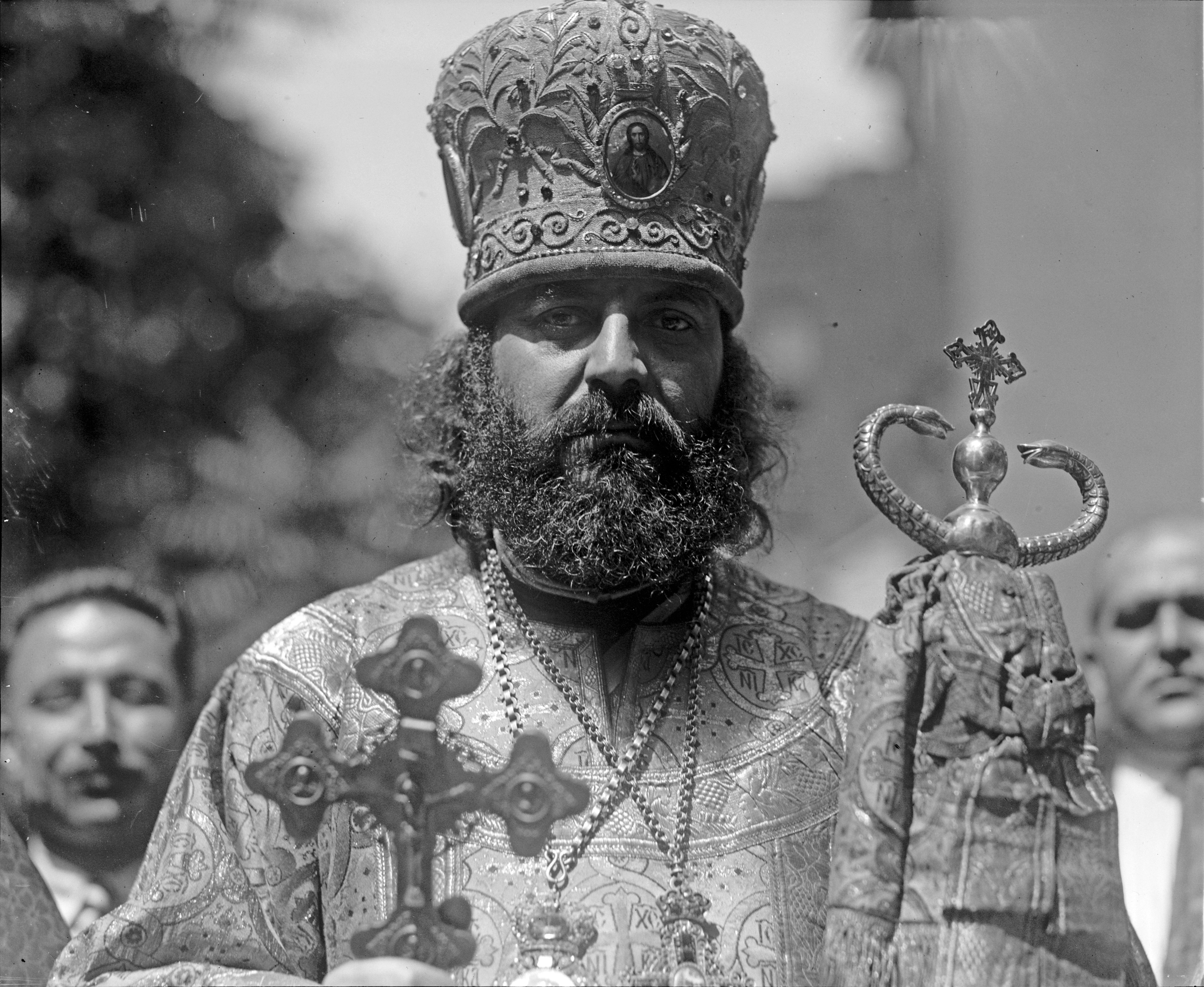
Aftimios (Ofiesh) v roce 1922, episcopus vagans

V křesťanství je episcopus vagans (množné číslo episcopi vagantes; česky „putující biskupové“ nebo „bloudící biskupové“) osoba vysvěcená „tajným nebo nestandardním způsobem“ jako biskup mimo struktury a kanonické právo zavedených církví. Také se může jednat o osobu standardně vysvěcenou, ale později exkomunikovanou a není ve společenství s žádnou obecně uznávanou diecézí (místní církví). Také se může jednat o osobu, která vede vlastní společenství, existující právě výhradně kolem tohoto biskupa.